# Bana (berg)
Bana är ett berg i Kamerun.   Det ligger i regionen Västra regionen, i den västra delen av landet, 190 km nordväst om huvudstaden Yaoundé. Toppen på Bana är 1 899 meter över havet.
Terrängen runt Bana är kuperad norrut, men söderut är den bergig. Trakten runt Bana är ganska tätbefolkad, med 139 invånare per kvadratkilometer. Närmaste större samhälle är Bafang, 16,9 km väster om Bana. I omgivningarna runt Bana växer i huvudsak städsegrön lövskog.